# Celmisiinae
 Celmisiinae  Saldivia, 2020 è una sottotribù di piante angiosperme dicotiledoni della famiglia delle Asteraceae (sottofamiglia Asteroideae e tribù Astereae/clade Basal grade).

## Etimologia
Il nome della sottotribù deriva dal suo genere tipo Celmisia Cass. che a sua volta fa riferimento a Celmisius, che nella mitologia greca è figlio della ninfa Alciope. Il nome "Celmisius" compare anche nel poema epico "Le Metamorfosi" di Ovidio, scritto nel I secolo d.C. Ovidio racconta la storia di Celmisius nel libro IV delle Metamorfosi, ai versi 663-752; "Celmisius" è un re dell'Etiopia, sposo di Cassiopea e padre di Andromeda. 
Il nome scientifico della sottotribù è stato definito dal botanico Patricio Saldivia nella pubblicazione " Phytoneuron. Digital Publications in Plant Biology" (  Phytoneuron 2020-53: 19) del 2020.

## Descrizione

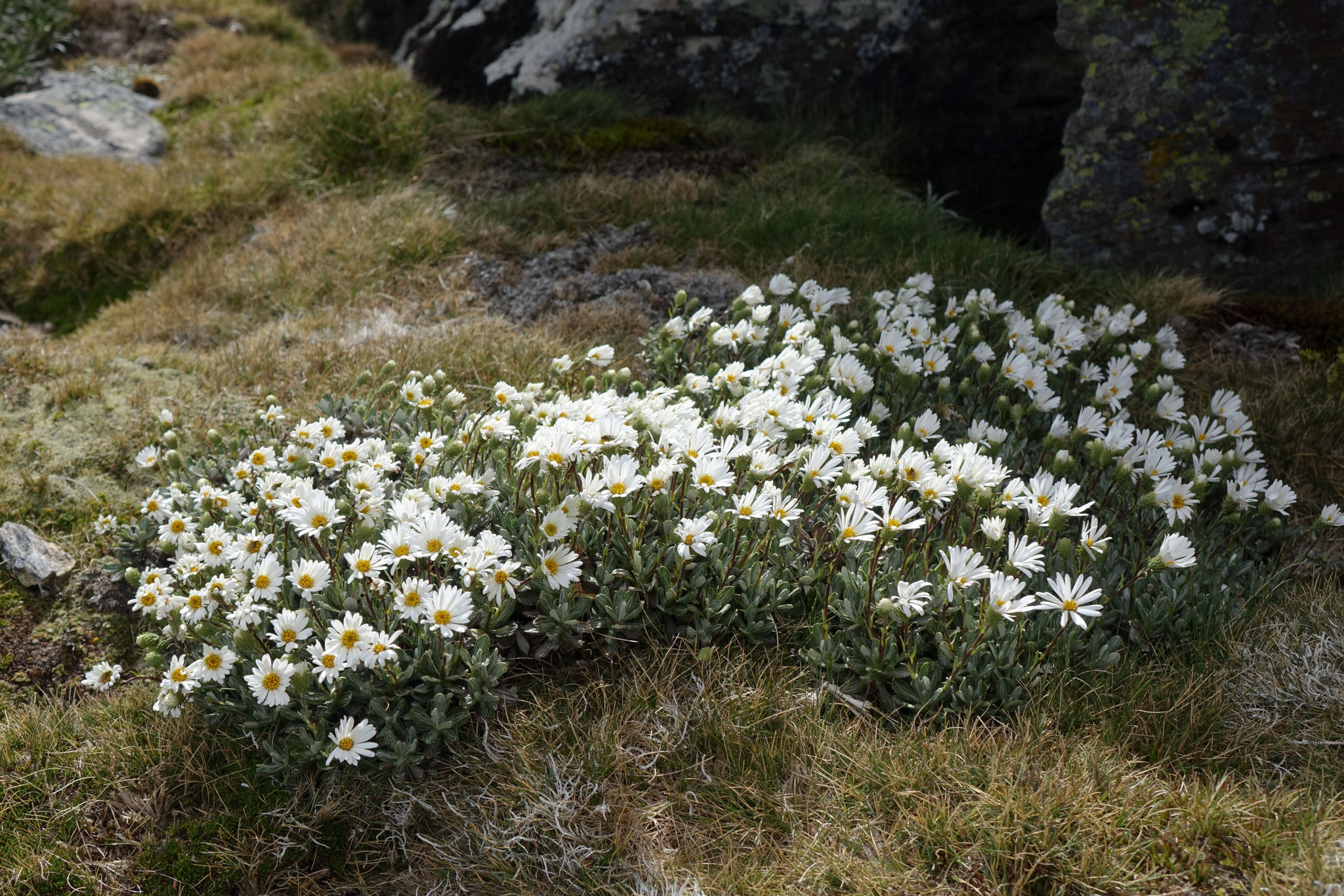
Il portamento
Celmisia_brevifolia

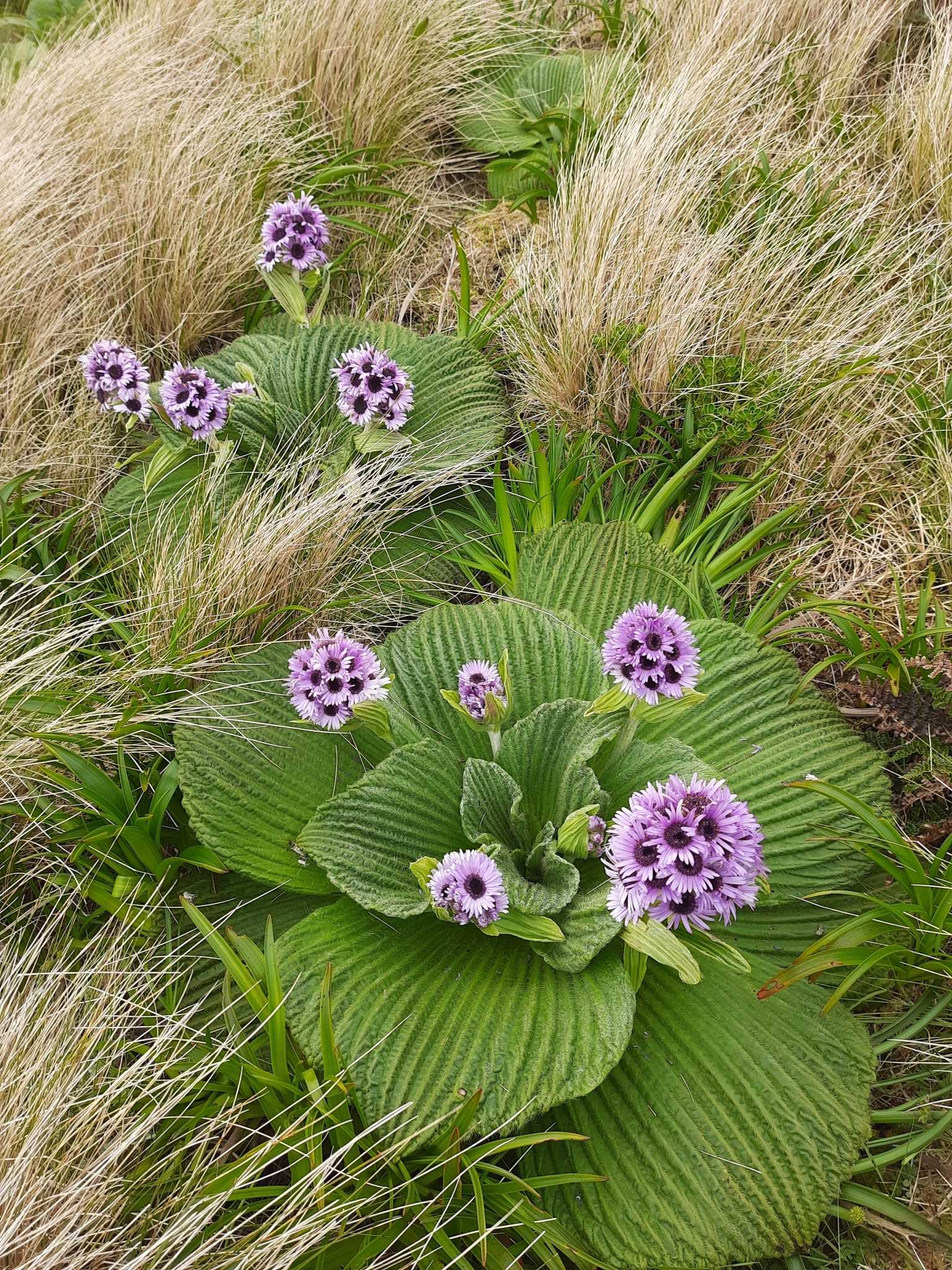
Le foglie
Pleurophyllum_speciosum

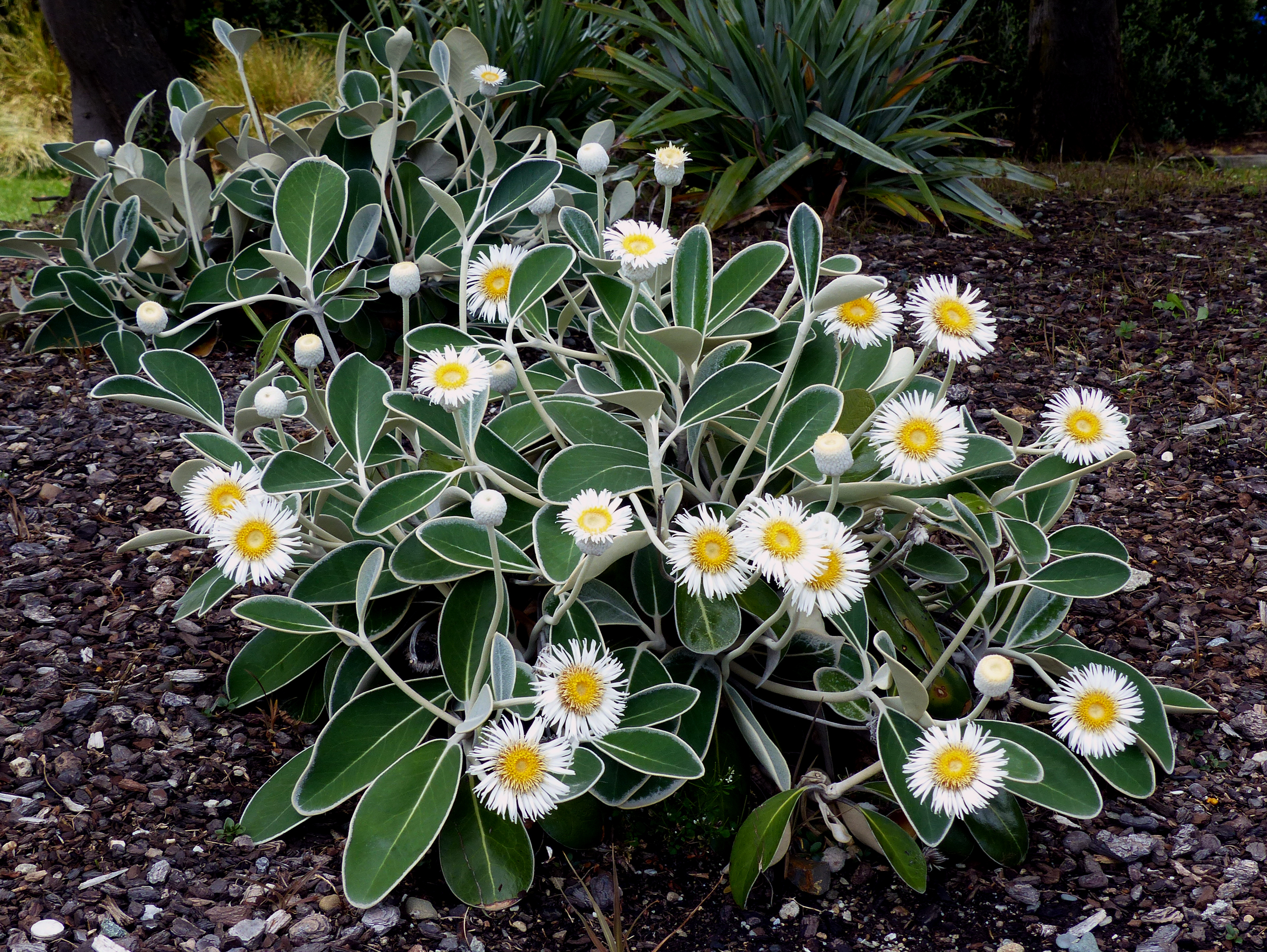
Infiorescenza
Pachystegia insignis

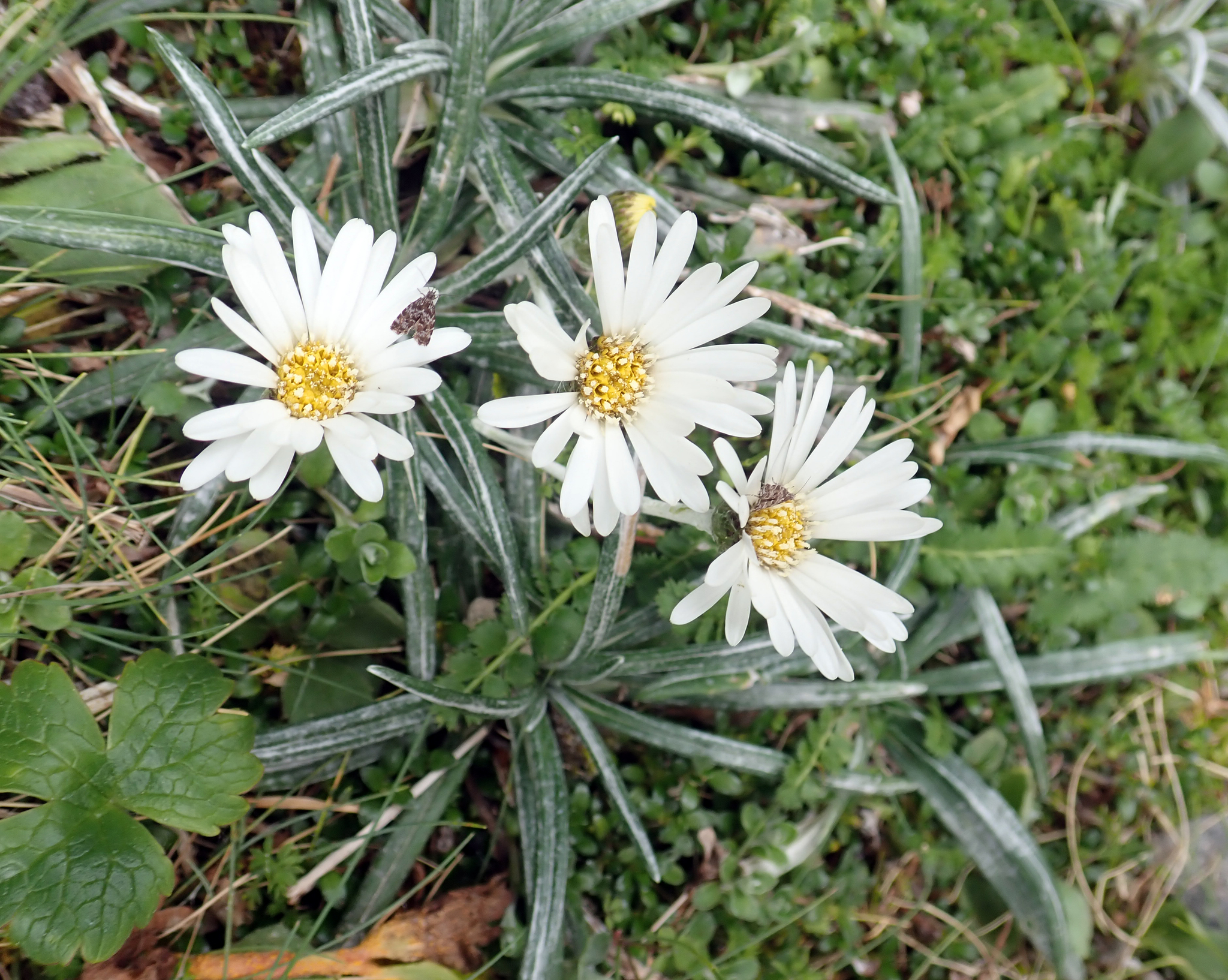
I fiori
Celmisia_major

Portamento. Le specie di questo gruppo hanno un habitus di tipo erbaceo perenne, arbustivo e piccolo-arboreo.
Fusto. La parte aerea in genere è eretta, semplice o ramosa. L'altezza massima è di 18 metri.
Foglie. Le foglie in genere sono grandi e disposte in modo alternato (o anche opposto), picciolate o sessili. La lamina è semplice o pennata (talvolta è seghettata). La superficie abassiale, nella maggior parte delle specie, è ricoperta da un denso tomento bianco-ferruginoso (tricomi lunghi a forma di "T" o di "Y", o lepidoto-lucenti).
Infiorescenza. Le sinflorescenze sono sia scapose (capolini solitari) che composte da diversi capolini in formazioni fascicolate, panicolate o corimbose. Le infiorescenze vere e proprie sono composte da un capolino terminale peduncolato (spesso le infiorescenze sono laterali) di tipo radiato (raramente discoidale o disciforme). I capolini sono formati da un involucro, con forme da cilindriche a campanulate, composto da diverse brattee, al cui interno un ricettacolo fa da base ai fiori di due tipi: fiori del raggio e fiori del disco. Le brattee, piatte e a consistenza erbacea, sono disposte in modo più o meno embricato su più serie. Il ricettacolo, alveolato, in genere è nudo ossia senza pagliette a protezione della base dei fiori; la forma è piatta o da convessa a conica.
Fiori.  I fiori sono tetra-ciclici (formati cioè da 4 verticilli: calice – corolla – androceo – gineceo) e pentameri (calice e corolla formati da 5 elementi). Si distinguono in:
- fiori del raggio (esterni): sono femminili e sono disposti su una sola serie; la forma è ligulata (zigomorfa); a volte sono presenti degli staminoidi;
- fiori del disco (centrali): sono più numerosi con forme brevemente tubulose (attinomorfe); sono ermafroditi o (raramente) funzionalmente maschili.

- Formula fiorale:

*/x K {\displaystyle \infty }, [C (5), A (5)], G 2 (infero), achenio
- Calice: i sepali del calice sono ridotti ad una coroncina di squame.

- Corolla: 
  - fiori del raggio: la forma della corolla alla base è più o meno tubulosa-imbutiforme, mentre all'apice è ligulata; la ligula può terminare con alcuni denti; il colore è bianco o blu;
  - fiori del disco: la forma è tubulare bruscamente divaricata in 5 lobi; i lobi, patenti o eretti, hanno una forma deltata o più o meno lanceolata; il colore prevalente è bianco.

- Androceo: l'androceo è formato da 5 stami sorretti da filamenti generalmente liberi; gli stami sono connati e formano un manicotto circondante lo stilo; le teche (produttrici del polline) alla base sono caudate; le appendici apicali delle antere sono vistose; il tessuto endoteciale (rivestimento interno dell'antera) è quasi sempre polarizzato (con due superfici distinte: una verso l'esterno e una verso l'interno). Il polline è sferico con un diametro medio di circa 25 micron;  è tricolporato (con tre aperture sia di tipo a fessura che tipo isodiametrica o poro) ed è echinato (con punte sporgenti).[9][11]

- Gineceo: l'ovario è infero uniloculare formato da 2 carpelli.[5] Lo stilo (il recettore del polline) è profondamente bifido (con due stigmi divergenti) e con le linee stigmatiche marginali separate.[12] I due bracci dello stilo hanno una forma da lanceolata a deltoide e possono essere papillosi o ricoperti da ciuffi di peli. Lo stilo dei fiori del raggio è supinato.

Frutti. I frutti sono degli acheni con pappo; in alcune specie è presente un certo dimorfismo (gli acheni dei fiori del raggio differiscono dagli acheni dei fiori del disco);
- achenio: gli acheni, con forme fusiformi-cilindriche (per lo più) oppure obconici o gibbosi, hanno 4 - 13 coste laterali; la superficie spesso è ricoperta di tricomi gemelli; la parete dell'achenio è formata da celle contenenti rafidi ma prive di fitomelanina; il carpoforo normalmente è anulare; le setole con punte a forma di ancora non sono presenti;
- pappo: il pappo è formato da alcune serie di setole.

## Biologia
Impollinazione: l'impollinazione avviene tramite insetti (impollinazione entomogama tramite farfalle diurne e notturne).

Riproduzione: la fecondazione avviene fondamentalmente tramite l'impollinazione dei fiori (vedi sopra).

Dispersione: i semi (gli acheni) cadendo a terra sono successivamente dispersi soprattutto da insetti tipo formiche (disseminazione mirmecoria). In questo tipo di piante avviene anche un altro tipo di dispersione: zoocoria. Infatti gli uncini delle brattee dell'involucro (se presenti) si agganciano ai peli degli animali di passaggio disperdendo così anche su lunghe distanze i semi della pianta. Inoltre per merito del pappo il vento può trasportare i semi anche a distanza di alcuni chilometri (disseminazione anemocora).

## Distribuzione e habitat
Le specie di questa sottotribù sono distribuite in Oceania e Australasia (spesso sono endemiche delle zone indicate).

## Sistematica
La famiglia di appartenenza di questa voce (Asteraceae o Compositae, nomen conservandum) probabilmente originaria del Sud America, è la più numerosa del mondo vegetale, comprende oltre 23.000 specie distribuite su 1.535 generi, oppure 22.750 specie e 1.530 generi secondo altre fonti (una delle checklist più aggiornata elenca fino a 1.679 generi). La famiglia attualmente (2021) è divisa in 16 sottofamiglie; la sottofamiglia Asteroideae è una di queste e rappresenta l'evoluzione più recente di tutta la famiglia.

### Filogenesi
Il gruppo di questa voce è descritto nella tribù Astereae, una delle 21 tribù della sottofamiglia Asteroideae). Da un punto di vista filogenetico, la tribù Astereae fa parte del supergruppo (o sottofamiglia) "Asteroideae grade"; l'altro è il supergruppo "Non-Asteroideae" contenente il resto delle sottofamiglie delle Asteraceae. All'interno del supergruppo è vicina alle tribù Senecioneae, Calenduleae, Gnaphalieae e Anthemideae.
I caratteri più notevoli della tribù Astereae sono: la base delle antere sono prive di code e non sono calcarate (speronate); le linee stigmatiche dei bracci dello stilo sono totalmente separate; i due bracci dello stilo hanno una forma breve o allungata da lanceolata a deltoide e possono essere papillosi o ricoperti da ciuffi di peli (all'esterno, mentre all'interno sono glabri). La distribuzione della maggior parte delle specie di questo gruppo è nelle regioni temperate nord e sud.
In base alle ultime ricerche nella tribù sono stati individuati (provvisoriamente) 5 principali lignaggi:
- Basal grade: include alcuni generi isolati, il gruppo "South American-Oceania",  alcune sottotribù africane e il gruppo dei generi legnosi del Madagascar.
- Bellis lineage: comprende le sottotribù eurasiatiche e una sottotribù africana.
- Aster lineage: include i generi asiatici di Asterinae e i principali gruppi dell'Australia e dell'Oceania.
- Baccharis lineage: include alcuni gruppi sudamericani.
- North American lineage: include la vasta gamma di sottotribù del Nordamerica, Messico e alcuni gruppi distribuiti nel Sudamerica.

La sottotribù di questa voce è inclusa nel lignaggio "Basal grade". In particolare fa parte del sottogruppo relativo agli areali dell'Oceania. La sottotribù Celmisiinae è articolata su due cladi; quello principale è denominato "Pleurophyllum " e comprende una decina di specie più o meno della Nuova Zelanda con tre generi (Pleurophyllum Damnamenia e Macrolearia). Il clade è definito dalle corolle dei fiori del disco ciatiforme (a forma di coppa) e colorate dal viola al rosso scuro (carattere assente negli altri membri delle Celmisiinae). Altre caratteristiche significative del clade sono: la particolare forma di crescita, la presenza di specifici tricomi nelle foglie e nelle corolle a disco, la morfologia dei bracci dello stilo e la presenza/assenza di staminodi e nella morfologia degli acheni.
I caratteri distintivi delle specie di questa sottotribù sono:
- il portamento varia fino a piccolo-arboreo (18 metri di altezza);
- le foglie in genere sono grandi;
- a volte le fioriture sono laterali.
- sono specie endemiche dell'Australasia.

Il livello di ploidia principale è 12x (ma anche 10x, 24x, 32x, 36x e 48x).

### Composizione della sottotribù
La sottotribù Celmisiinae comprende 5 generi e 86 specie.
| Genere                      | N. specie                                              | Distribuzione                                           | Caratteri più significativi | Numeri cromosomici | Fiori |
| --------------------------- | ------------------------------------------------------ | ------------------------------------------------------- | --- | ------------------ | ----- |
| Celmisia Cass., 1817        | 73                                                     | Australia (sud-orientale), Tasmania e Nuova Zelanda     | il portamento di queste specie è rosulato. - Le foglie sono strette con una nervatura centrale. - Le infiorescenze sono lungamente peduncolate. - I capolini sono per lo più solitari (scaposi).                       | 2n = 18            |       |
| Damnamenia Given, 1973      | Una specie: Damnamenia vernicosa (Hook.f.) Given, 1973 | Isole Antipodean, Auckland e Campbell                   | La corolla dei fiori del disco è strettamente imbutiforme. - Il pappo è formato da setole piumose. - Si tratta di un endemismo delle isole Auckland e Campbell                                                         | 2n = 18            |       |
| Macrolearia Saldivia, 2022  | 6                                                      | Nuova Zelanda e isola Chatham                           | Sulle foglie e i petali sono presenti dei tricomi particolari. - La forma dei fiori del disco è simile ad una coppa. - I colori delle corolle è da viola a rosso scuro.                                                |                    |       |
| Pachystegia Cheeseman, 1925 | 3                                                      | Nuova Zelanda                                           | I capolini sono solitari. - Le brattee dell'involucro, densamente tomentose, sono disposte su 8 - 9 serie. - Le setole del pappo sono tutte della stessa lunghezza. - La superficie degli acheni è densamente sericea. | 2n = 18            |       |
| Pleurophyllum Hook.f., 1844 | 3                                                      | Isole Antipodes e Macquarie (a sud della Nuova Zelanda) | Il portamento di queste specie è erbaceo robusto. - Le infiorescenze sono di tipo racemoso. - La forma delle foglie è ampia con molte venature longitudinali.                                                          |                    |       |

Nota: in base ad alcuni recenti studi su questo gruppo di piante un numero considerevole di specie (oltre 80) del grande genere Olearia <small< Moench, 1802  (attualmente descritto all'interno della sottotribù Brachyscominae con oltre 150 specie) dovrebbero essere trasferite nella sottotribù di questa voce. I gruppi presi in esame (e da trasferire) sono i seguenti:
- Olearia sect. Divaricaster: sono 13 specie della Nuova Zelanda tra le quali Olearia fimbriata, O. solandri, O. traversiorum e O. virgata.
- Questo è un altro gruppo della Nuova Zelanda di 8 specie caratterizzate dalla presenza di tricomi di tipo "lepidote"; tra le quali Olearia albida, O. nummularifolia e O. paniculata.
- 19 specie della Nuova Guinea tra le quali Olearia rufa e O. velutina.
- Altre specie con tricomi a forma di "T" o di "Y" (o altri caratteri peculiari):

- 14 specie della Nuova Zelanda; tra le quali Olearia allomii, O. arborescens, O. cheesemanii, O. fragrantissima, O. furfuracea, O. rani;
- 23 specie dell'Australia e Tasmania; tra le quali Olearia argophylla, O. chrysophylla, O. covenyi, O. ledifolia, O. megalophylla, O. myrsinoides, O. oppositifolia, O. pannosa, O. rosmarinifolia;
- una specie dall'isola di Lord Howe (Olearia mooneyi).